# Hypnum pratense
Hypnum pratense är en bladmossart som beskrevs av J. Koch och Richard Spruce 1845. Hypnum pratense ingår i släktet flätmossor, och familjen Hypnaceae. Inga underarter finns listade i Catalogue of Life.